# Championnat des Antilles néerlandaises de football 1997
Navigation
Saison 1994 Saison 2000-2001
La saison 1997 du Championnat des Antilles néerlandaises de football est la trente-cinquième édition de la Kopa Antiano, le championnat des Antilles néerlandaises. Les deux meilleures équipes de Curaçao et de Bonaire se rencontrent lors d'un tournoi inter-îles. 
Les quatre clubs qualifiés sont regroupés au sein d'une poule unique où chaque équipe rencontre deux fois les formations de l'autre île et une fois l'équipe de son île. Les deux équipes en tête de la poule s'affrontent en finale, jouée sous forme de rencontres aller et retour. 
C'est le CRKSV Jong Colombia, vice-champion de Curaçao, qui est sacré cette saison après avoir battu en finale l'autre représentant curacien, l'Union Deportivo Banda Abou. Il s’agit du dixième titre de champion des Antilles néerlandaises de l'histoire du club.

## Clubs engagés
- Union Deportivo Banda Abou - Champion de Curaçao 1997
- CRKSV Jong Colombia - Vice-champion de Curaçao 1997
- Real Rincon - Champion de Bonaire 1997
- SV Estrellas - Vice-champion de Bonaire 1997

## Compétition
Le barème utilisé pour établir le classement est le suivant :
- Victoire : 2 points
- Match nul : 1 point
- Défaite : 0 point

### Phase de poule
| Rang | Équipe                      | Pts | J | G | N | P | Bp | Bc | Diff |  | Résultats (▼ dom., ► ext.)  | Ban | JCo | Rea | Est |
| ---- | --------------------------- | --- | - | - | - | - | -- | -- | ---- |  | --------------------------- | --- | --- | --- | --- |
| 1    | Union Deportivo Banda AbouT | 12  | 5 | 4 | 0 | 1 | 12 | 5  | +7   |  | Union Deportivo Banda AbouT |     |     | 5-1 | 2-1 |
| 2    | CRKSV Jong Colombia         | 10  | 5 | 3 | 1 | 1 | 11 | 7  | +4   |  | CRKSV Jong Colombia         | 3-2 |     | 1-1 | 3-1 |
| 3    | Real Rincon                 | 5   | 5 | 1 | 2 | 2 | 5  | 10 | -5   |  | Real Rincon                 | 0-2 | 3-2 |     |     |
| 4    | SV Estrellas                | 1   | 5 | 0 | 1 | 4 | 2  | 8  | -6   |  | SV Estrellas                | 0-1 | 0-2 | 0-0 |     |

|  | Qualification pour la finale pour le titre |
|  | T : Tenant du titre                        |

### Finale
| Équipe 1                    | Résultat | Équipe 2            |
| --------------------------- | -------- | ------------------- |
| Union Deportivo Banda AbouT | 1 - 2    | CRKSV Jong Colombia |

## Bilan de la saison
| Championnat des Antilles néerlandaises de football 1997 |                                 |
| Champion                                                | CRKSV Jong Colombia (10e titre) |
| Qualifications continentales                            |                                 |
| CFU Club Championship 1998                              | Aucun                           |
| Promotions et relégations                               |                                 |
| Promus en Kopa Antiano                                  | Aucun                           |
| Relégués                                                | Aucun                           |